# بيتر فابر
بيتر فابر (بالهولندية: Peter Faber)‏ هو ممثل هولندي، ولد في 9 أكتوبر 1943 في ألمانيا. بدأ مشواره المهني سنة 1949، ومن الجوائز التي نالها Louis d'Or (award) ‏.

## جوائز
- Louis d'Or (award) [الإنجليزية]‏

## وصلات خارجية
- بيتر فابر على موقع IMDb (الإنجليزية)
- بيتر فابر على موقع ألو سيني (الفرنسية)
- بيتر فابر على موقع أول موفي (الإنجليزية)
- بيتر فابر على موقع قاعدة بيانات الأفلام السويدية (السويدية)
- بيتر فابر على موقع قاعدة بيانات الفيلم (الإنجليزية)